# Масловка (Алексеевский район)
Масловка — село в Алексеевском районе Татарстана. Входит в состав Ромодановского сельского поселения.

## География
Находится в западной части Татарстана на расстоянии приблизительно 21 км по прямой на юг от районного центра Алексеевское.

## История
Основано в середине XVIII века. Упоминалось также как Богородское, так как в 1813 здесь была построена Рождественско-Богородицкая церковь.

## Население
Постоянных жителей было: в 1782 — 191 душа мужского пола, в 1859 — 902, в 1897 — 1276, в 1908 — 1455, в 1920 — 1508, в 1926 — 1280, в 1938 — 702, в 1949 — 498, в 1958 — 445, в 1970 — 462, в 1979 — 358, в 1989 — 243, в 2002 — 254 (русские 89 %), 235 — в 2010.